# 魯德卡 (馬涅維奇區)
51°12′46″N 25°42′41″E / 51.21278°N 25.71139°E
魯德卡（烏克蘭語：Рудка）是烏克蘭西部的村莊，隸屬沃倫州的卡明-卡希爾斯基區。該村面積12平方公里，海拔高度168米，2001年人口261，人口密度每平方公里21.75人。